# A Kiss for Cinderella
A Kiss for Cinderella is een stomme film uit 1925 onder regie van Herbert Brenon. De film is een bewerking op Assepoester en bevat Anita Page in haar eerste rol.

## Rolverdeling
| Acteur         | Personage     |
| -------------- | ------------- |
| Betty Bronson  | Assepoester   |
| Esther Ralston | Goede Fee     |
| Henry Vibart   | Richard Bodie |
| Flora Finch    | Tweede koper  |
| Tom Moore      | Politieagent  |